# Steve Rankin
Pour les articles homonymes, voir Rankin.
Steve Rankin est un acteur américain né à Eureka (Illinois).

## Biographie
Steve Rankin est un acteur surtout connu pour ses rôles au théâtre dans des pièces à Broadway et off-Broadway. Il est également apparu dans plusieurs films et dans de nombreuses séries télévisées, souvent dans des rôles de policiers ou de militaires, et a joué des personnages différents dans quatre séries dérivées de l'univers Star Trek. Il enseigne le théâtre au California Institute of the Arts.

## Filmographie

### Cinéma
- 1995 : Apollo 13 : Pad Rat
- 1997 : L.A. Confidential : le policier qui arrête Mickey Cohen
- 1997 : Men in Black : l'agent de l'INS
- 1998 : Code Mercury : le pilote d'hélicoptère
- 1999 : Flic de haut vol : l'agent Gray
- 2001 : Pearl Harbor : le père de Rafe
- 2001 : The One : le superviseur du MVA
- 2002 : Mauvais piège : Hank Ferris
- 2014 : Jersey Boys : un inspecteur

### Télévision
- 1989 : Star Trek : La Nouvelle Génération (série télévisée, saison 3 épisode 7) : Patahk
- 1990 : Rick Hunter (série télévisée, saison 6 épisode 12) : Alex Burke
- 1992 : New York, police judiciaire (série télévisée, saison 2 épisode 13) : Frank Kemp
- 1993 : Star Trek: Deep Space Nine (série télévisée, saison 2 épisode 4) : Yeto
- 1996 : Liaison impossible (téléfilm) : l'avocat Trenton
- 1997 : Millennium (série télévisée, saison 2 épisode 7) : le shérif Cayce
- 1998 : Sliders : Les Mondes parallèles (série télévisée, saison 4 épisode 14) : Kreeshax
- 1998-1999 : New York Police Blues (série télévisée, saison 6 épisodes 2 et 13) : le lieutenant Steve Graham
- 1999 : La Tempête du siècle (mini-série) : Jack Carver
- 1999 : Star Trek: Voyager (série télévisée, saison 5 épisode 20) : Fennim
- 2000 : X-Files (série télévisée, saison 7 épisode Orison) : U.S. Marshal Daddo
- 2000 : The Practice : Bobby Donnell et Associés (série télévisée, 3 épisodes) : Mr Jamison
- 2000 : Buffy contre les vampires (série télévisée, saison 5 épisode Les Liens du sang) : Mr Maclay
- 2003 : 24 heures chrono (série télévisée, saison 3 épisode 6) : le major John Blanchard
- 2004 : NCIS : Enquêtes spéciales (série télévisée, saison 1 épisode 20) : le sergent Bill Atlas
- 2004 : Malcolm (série télévisée, 3 épisodes) : le sergent Hendrix
- 2005 : Star Trek: Enterprise (série télévisée, saison 4 épisodes 20 et 22) : le colonel Green
- 2005-2006 : Veronica Mars (série télévisée, 3 épisodes) : Lloyd Blankenship
- 2006 : Les Experts (série télévisée, saison 6 épisode 20) : Troy Thompson
- 2006 : Cold Case : Affaires classées (série télévisée, saison 4 épisode 11) : le lieutenant Wayne Brown
- 2007 : Saving Grace (série télévisée, saison 1 épisodes 1 et 5) : Alvin Green
- 2009 : Esprits criminels (série télévisée, saison 4 épisode 12) : l'inspecteur Linden
- 2011 : The Event (série télévisée, saison 1 épisodes 11 et 12) : le major Pearson
- 2011 : Mentalist (série télévisée, saison 4 épisode 5) : Jed Stack
- 2012 : True Blood (série télévisée, saison 5 épisodes 3 et 4) : Gordon Pelt
- 2012 : Leverage (série télévisée, saison 5 épisode 5) : J.J. LeGrange